# Okres Nové Zámky

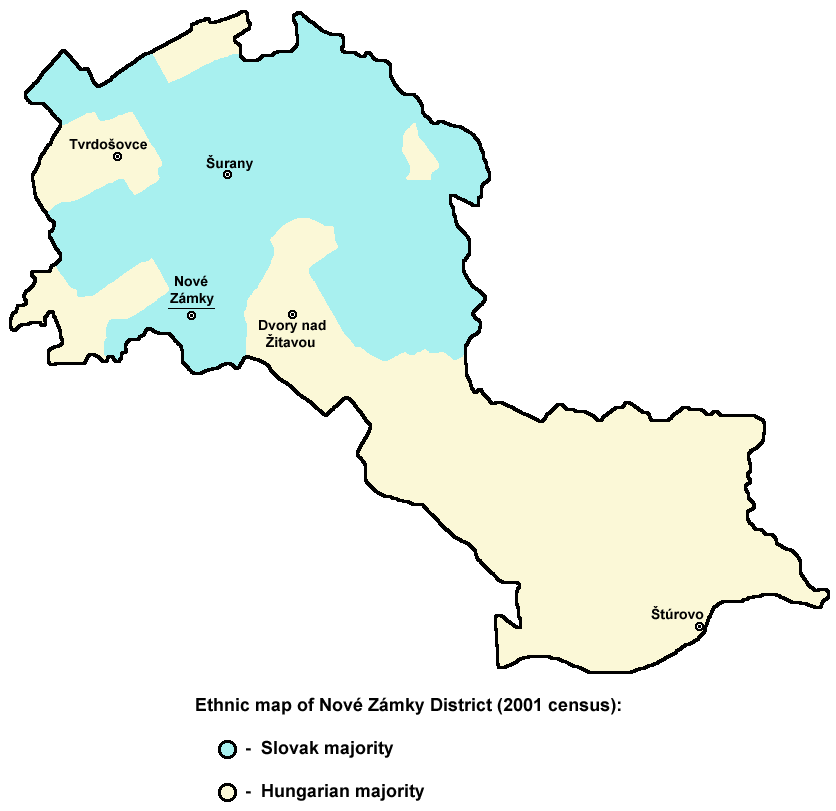
Ethnische Karte (2001)

Der Okres Nové Zámky ist ein Verwaltungsgebiet im Süden der Slowakei mit 148.001 Einwohnern (2004, 2001 waren es 149.594, davon 89.051 (59,5 %) slowakisch und 57.271 (38,3 %) ungarisch) und einer Fläche von 1.347 km².
Im Norden grenzt er an die Bezirke Nitra und Levice, im Osten großteils auch wieder an den Bezirk Levice und an Ungarn, im Süden weiter an Ungarn sowie an den Bezirk Komárno sowie im Westen an den Bezirk Šaľa. Er gehört zu den größten und bevölkerungsreichsten Bezirken der Slowakei.
Historisch gesehen liegt der Bezirk zu großen Teilen im ehemaligen Komitat Neutra (Norden), ein kleinerer Teil im Süden und zwischen den Orten Dvory nad Žitavou und Strekov gehört zum ehemaligen Komitat Komorn, der nordöstliche Teil um Veľké Lovce zum ehemaligen Komitat Bars, der größte Teil im Osten zum Komitat Gran und ein kleiner Teil um Salka zum Komitat Hont (siehe auch Liste der historischen Komitate Ungarns).
Zum Okres gehört auch das Gebiet des 1960 aufgelösten Okres Štúrovo.

## Bevölkerung
| Jahr                | 1994    | 2004    | 2014    | 2024    |
| ------------------- | ------- | ------- | ------- | ------- |
| Anzahl der Personen | 152.674 | 148.001 | 142.317 | 134.231 |
| Unterschied         |         | −3,06 % | −3,84 % | −5,68 % |

| Jahr                | 2023    | 2024    |
| ------------------- | ------- | ------- |
| Anzahl der Personen | 135.003 | 134.231 |
| Unterschied         |         | −0,57 % |

## Städte
- Nové Zámky (Neuhäus[e]l)
- Štúrovo (Parkan)
- Šurany

## Gemeinden
| - Andovce - Bajtava - Bánov - Bardoňovo - Belá - Bešeňov - Bíňa - Branovo - Bruty (Barth) - Čechy - Černík - Dedinka - Dolný Ohaj - Dubník - Dvory nad Žitavou - Gbelce - Hul - Chľaba (Hellenbach) - Jasová - Jatov | - Kamenica nad Hronom - Kamenín - Kamenný Most - Kmeťovo - Kolta - Komjatice - Komoča - Leľa - Lipová - Ľubá - Malá nad Hronom - Malé Kosihy - Maňa - Michal nad Žitavou - Mojzesovo - Mužla - Nána - Nová Vieska - Obid - Palárikovo | - Pavlová - Podhájska - Pozba - Radava - Rastislavice - Rúbaň - Salka - Semerovo - Sikenička - Strekov - Svodín (Seldin) - Šarkan - Trávnica - Tvrdošovce - Úľany nad Žitavou - Veľké Lovce - Veľký Kýr - Vlkas - Zemné |

Das Bezirksamt ist in Nové Zámky, Zweigstellen existieren in Štúrovo und Šurany.

## Kultur
In dem Artikel Denkmalgeschützte Objekte im Okres Nové Zámky findet man Informationen über die vom slowakischen Denkmalamt geschützten Objekte im Okres.